# Ragout

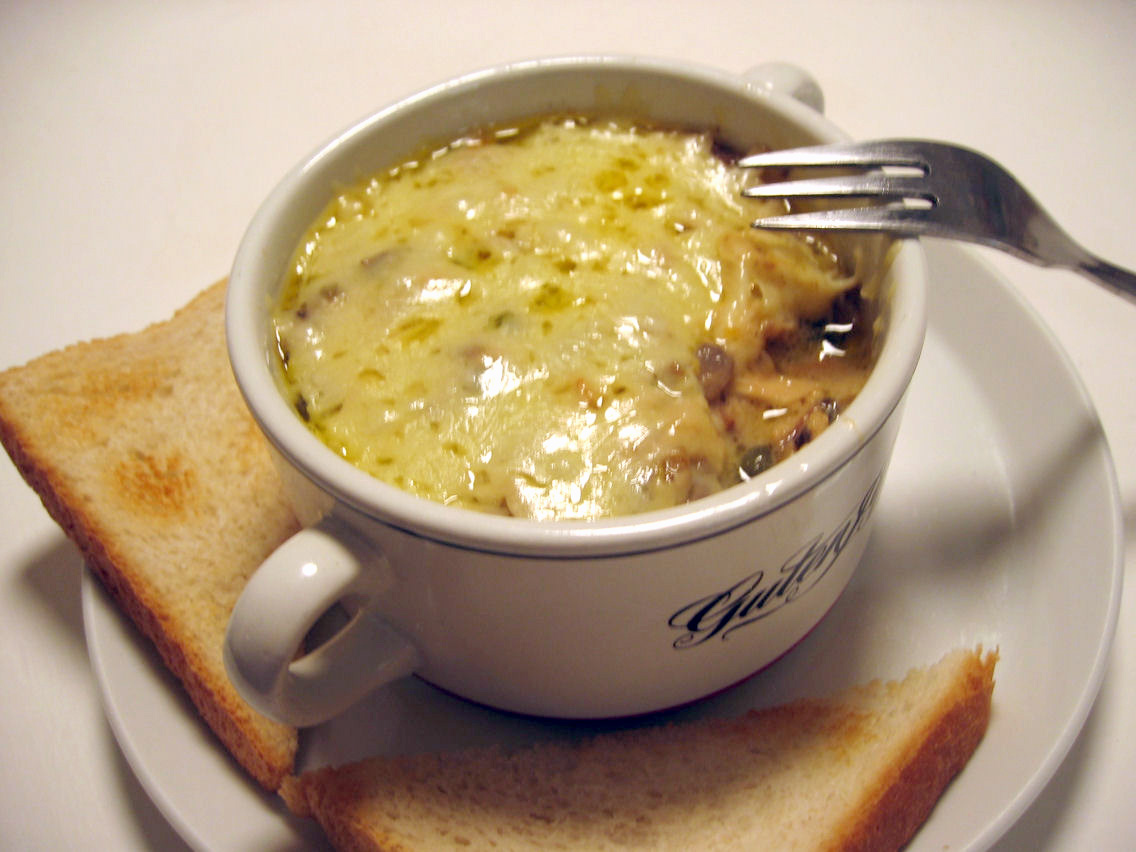
Ragout fin

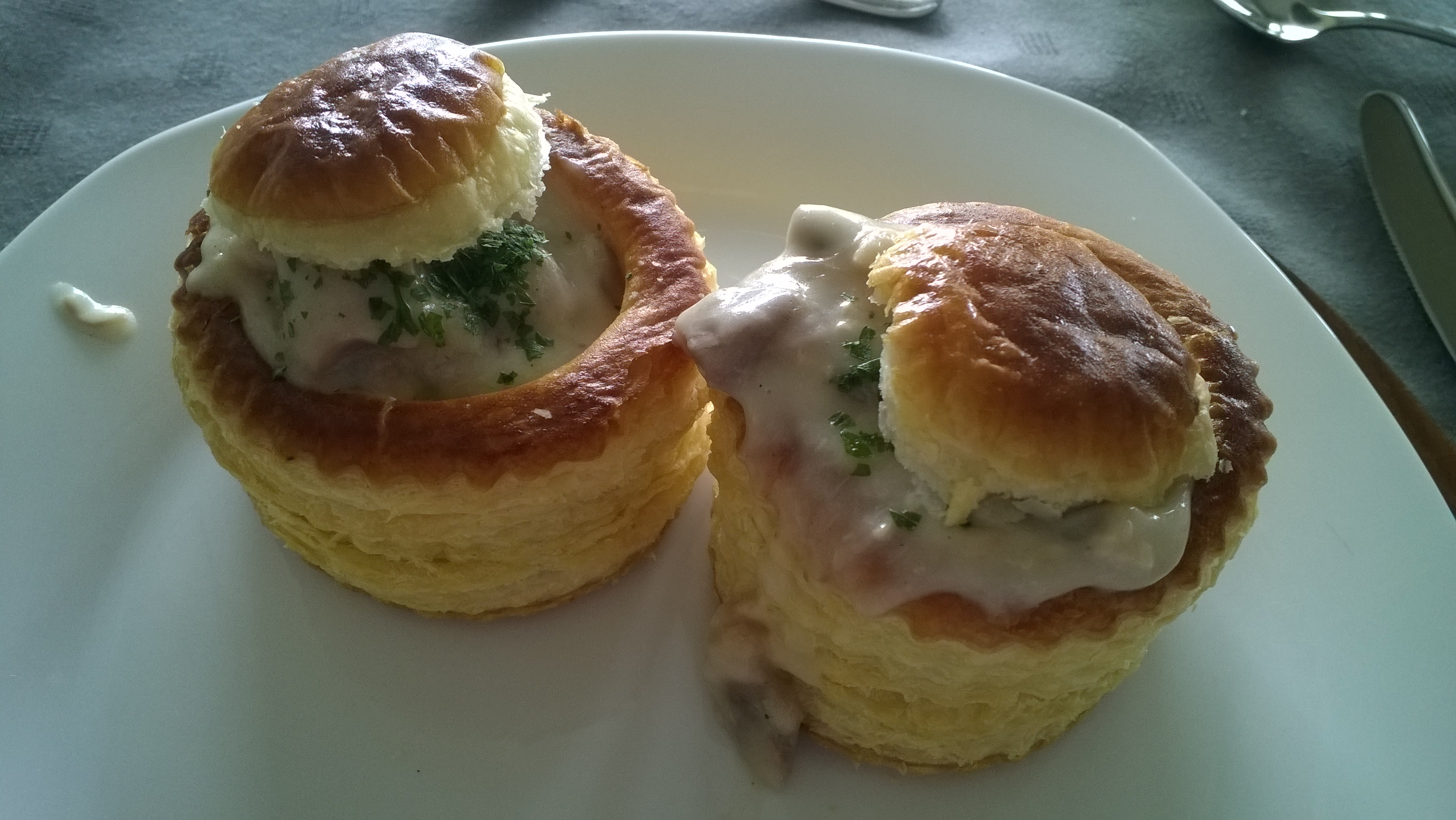
Een typisch Belgische vol-au-vent of koninginnenhapje

Ragout is een gerecht dat bestaat uit eerder gegaarde stukjes gesneden vlees, gevogelte of vis in een gekruide saus. Ook kan een vegetarische ragout worden gemaakt op basis van paddenstoelen. Het woord ragout komt uit het Frans. Ragoûter betekent de smaak verbeteren. Voor de vlees- of visproducten in de ragout kunnen dan ook restjes gebruikt worden van een vorige maaltijd.   

## Saus
De saus kan worden gemaakt door gelijke hoeveelheden boter en bloem te vermengen. De boter wordt eerst gesmolten zonder die te bruinen. Daarna wordt de bloem toegevoegd en laat men die kort aanbakken, zodat een roux ontstaat. Vervolgens wordt bouillon toegevoegd om de substantie op de gewenste dikte te krijgen. Tot slot voegt men andere ingrediënten toe. Een bruine ragout wordt verkregen door bijvoorbeeld gefruite sjalotjes toe te voegen.
Een fijnere saus voor bijvoorbeeld kalfsragout wordt gemaakt op basis van eidooiers en room, of door een combinatie van een bloemsaus met eidooier. Dit laatste wordt een velouté-saus genoemd. Deze variant wordt ook wel witte ragout  of blanquette dan wel blanket genoemd.
Ragouts kunnen ook bereid worden door het vlees eerst te braden en vervolgens met bloem te bestrooien en het geheel te blussen met wijn of bouillon, waarna het geheel gaar wordt gestoofd tot het de juiste dikte heeft bereikt.

## Varianten
Ragout kan gemaakt worden met allerlei variaties. Meestal wordt vlees of kip toegevoegd, bijvoorbeeld in combinatie met champignons. Traditioneel is de kalfsragout, die gemaakt wordt van gestoofd kalfsvlees. Vleesvarianten die gebruikt kunnen worden zijn lever, hart, nier, tong of zwezerik. 
Er bestaan ook vegetarische ragouts, zoals eierragout, champignonragout en groenteragout.

## Presentatie
Ragout kan als los gerecht worden gegeten, maar ook in combinatie met zetmeelhoudende voedingsmiddelen zoals rijst of aardappelen. Ook wordt het gegeten in combinatie met polenta, pasta of couscous.
Ragout wordt ook opgediend als pasteitje, een pastei in een rond, warm, hartig bladerdeegbakje, dat in Vlaanderen ook wel vidé wordt genoemd. Traditioneel wordt het pasteibakje gevuld met kippenragout, al kan het uiteraard ook gevuld worden met andere ragouts. Als men in Vlaanderen een vol-au-vent of koninginnenhapje (vrij vertaald uit het Frans: bouchée à la reine) bestelt, krijgt men doorgaans een pasteitje gevuld met kippenragout, in Vlaanderen ook wel kippenfricassee genoemd. In dat geval is het een voorgerecht of een lunchgerecht. 
Ragout kan ook worden opgediend in een schelp.
Runderragout wordt in een dikkere vorm gebruikt als vulling van kroketten en bitterballen. Deze vorm van ragout wordt salpicon genoemd. 